# Maritiman
Le Maritiman est un musée maritime situé à Göteborg en Suède présentant au public différents navires ainsi qu'un sous-marin.

## Navires
- Herkules
- ESAB IV
- Gunhild
- Flodsprutan II
- bateau-phare Fladen
- Stormprincess
- Dan Broström
- HMS Småland (J19)
- M/S Fryken
- HMS Kalmarsund (13)
- HMS Sölve
- HMS Hugin (P151)
- sous-marin HMS Nordkaparen